# Ernest Mühlen

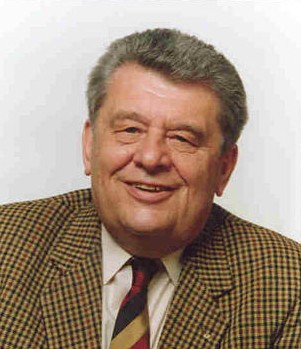
Ernest Mühlen

Ernest Mühlen (* 8. Juni 1926 in Ettelbrück; † 19. März 2014) war ein luxemburgischer Politiker der CSV.

## Biografie
Mühlen war 1973–1979 Mitglied des Gemeinderats der Stadt Luxemburg und 1979–1982 Staatssekretär für Finanzen. Von 1982 bis 1984 war er Landwirtschaftsminister, Beigeordneter Finanzminister und von 1984 bis 1989 Abgeordneter im Europaparlament. Zwischen 1989 und 1991 als luxemburgischer Abgeordneter und von 1991 bis 1996 war er Luxemburgs Vertreter im Verwaltungsrat der Europäischen Bank für Wiederaufbau und Entwicklung in London.

## Auszeichnungen
- Goldmedaille vom Mérite Européen: (16. November 2007)
- Großkreuz, Verdienstorden des Großherzogtums Luxemburg
- Großoffizier, Orden Adolph von Nassau, Hausorden des Großherzogs von Luxemburg
- Großkreuz, Orden von Oranien-Nassau, Niederlande
- Großkreuz, Orden del Mérito Civil, Spanien
- Kommandeur, Leopoldsorden, Belgien
- Großes Bundesverdienstkreuz, Deutschland
- Luxemburger Wissenschaftspreis (1968)
- Benelux-Preis für Journalisten (1969)